# Leptocerus taianae
Leptocerus taianae är en nattsländeart som beskrevs av Francois-Marie Gibon 1992. Leptocerus taianae ingår i släktet Leptocerus och familjen långhornssländor. Inga underarter finns listade i Catalogue of Life.